# 四項改造運動
四項改造運動是1952年元旦，蔣中正總統發表告全國軍民書，提出四項改造運動，第一，經濟改造運動，口號為“互助合作，增產競賽”。第二，社會改造運動，口號為“敦親睦族，勤勞服務”。第三，文化改造運動，口號為“明禮尚義，雪恥復國”。第四，政治改造運動，口號為“克難實踐，自力更生”。